# Marty Servo
Marty Servo est un boxeur américain né le 3 novembre 1919 à Schenectady, État de New York, et mort le 9 février 1969 à Pueblo, Colorado.

## Carrière
Il devient champion du monde des poids welters le 1er février 1946 en battant Freddie Cochrane par KO au 4e round. Servo laisse son titre vacant pour affronter Rocky Graziano. Il s'incline le 29 mars suivant au second round puis mais met fin à sa carrière de boxeur professionnel en 1947 sur un bilan de 47 victoires, 4 défaites (dont 2 aux points contre Sugar Ray Robinson) et 2 matchs nuls.

## Référence
1. ↑  (en) Marty Servo boxing career (associatedcontent.com)